# Fyns Hoved
Fyns Hoved er det nordligste punkt af Fyns nordøstlige del Hindsholm og er dermed Fyns nordligste punkt som med sin placering skiller Kattegat og Storebælt. Lige syd for Fyns Hoved ligger Korshavn, en naturhavn, der benyttes af mange fritidssejlere. 
Fyns Hoved ligger i det tørre Storebæltsområde, hvor nedbøren er ca. 450 mm om året. Landsgennemsnittet er 650 mm om året. Området er rasteplads for tusindvis af trækfugle.
Flere fynske malere som Johannes Larsen og Fritz Syberg har fundet inspiration til deres billeder i den flotte natur, som findes her. 
Vores forfædre kendte også området. Beviset er fundet af en stammebåd fra 3.500 f.kr. 
Når man går rundt på Fyns Hoved kan man ikke undgå at lægge mærke til de mange stengærder. De stammer tilbage fra 1810, hvor 7 bønder i landsbyen Nordskov besluttede at dele området imellem sig, så de hver fik en nordlig og en sydlig jordstrimmel. De syv husmænd i landsbyen fik én strimmel til deling.
Området er et Natura 2000-område, Natura 2000-område nr. 107 Fyns Hoved, Lillegrund og Lillestrand, og  Fyns Hoved med overdrev, krumodder og kystskrænter omkring lagunen Fællesstrand og Korshavn,  i alt 90 ha, er fredet af  flere omgange, i 1936, 1960, 1965, 1968 og 1975.